# Centrale elettrica
Una centrale elettrica è un impianto industriale dedicato alla produzione di energia elettrica tramite la trasformazione di una fonte di energia primaria. La macchina dedicata alla conversione dell'energia è solitamente un generatore elettrico costituito da un alternatore mosso da una turbina, ad eccezione degli impianti fotovoltaici che convertono direttamente l'energia solare in energia elettrica senza l'impiego di turbine. Per la gestione dell'impianto nella centrale è presente la strumentazione di controllo e il trasformatore necessario alla trasmissione dell'energia elettrica in alta o altissima tensione.
Una centrale elettrica è classificata in base alla fonte energetica primaria trasformata: si hanno quindi centrali termoelettriche, centrali idroelettriche, centrali nucleari, centrali solari, centrali eoliche e centrali geotermoelettriche.

## Centrali termoelettriche

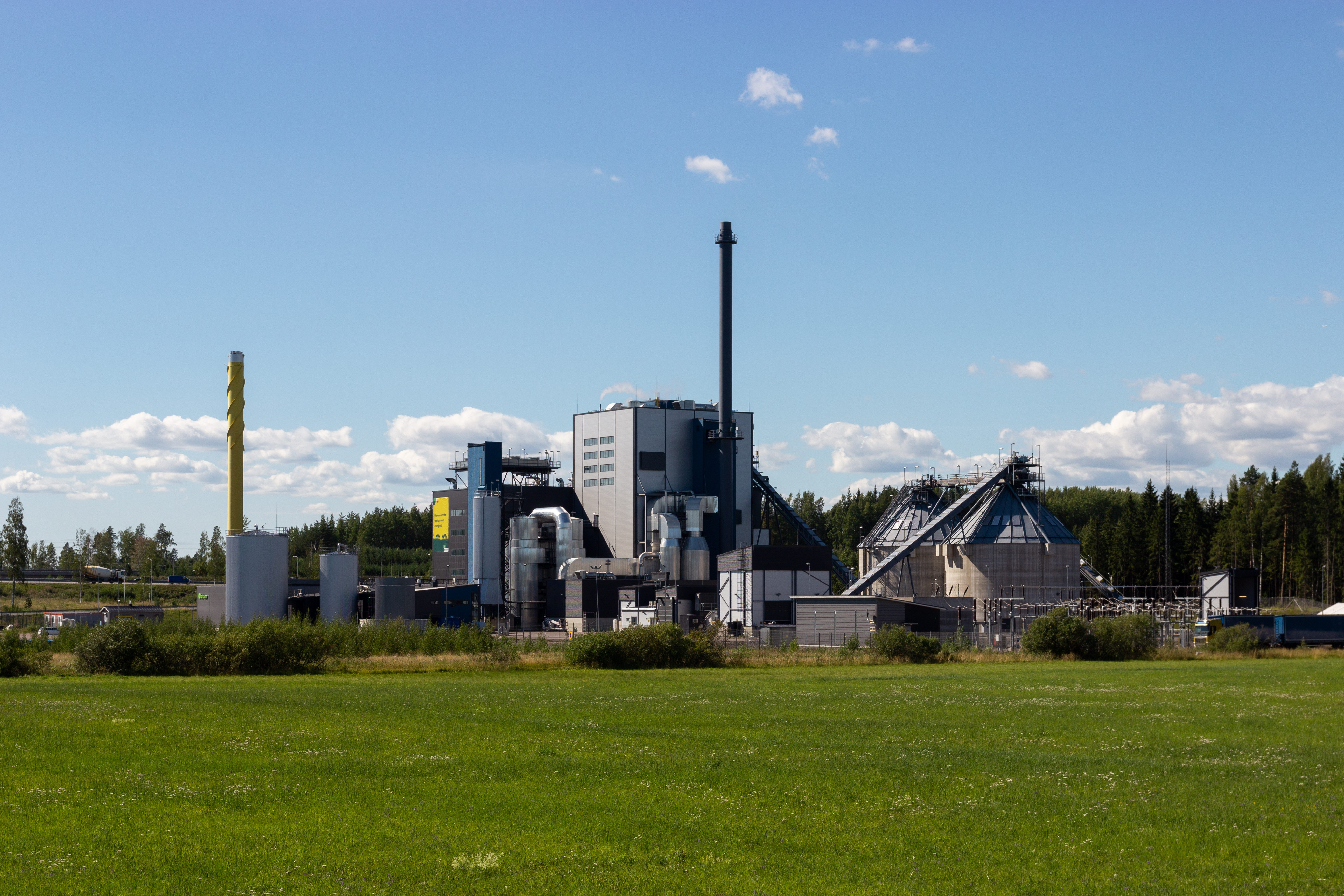
La centrale termoelettrica a biomasse di Järvenpää in Finlandia

La centrale termoelettrica è la tipologia di centrale più diffusa. Il funzionamento si basa su un elemento combustibile che viene bruciato in modo da sviluppare calore.

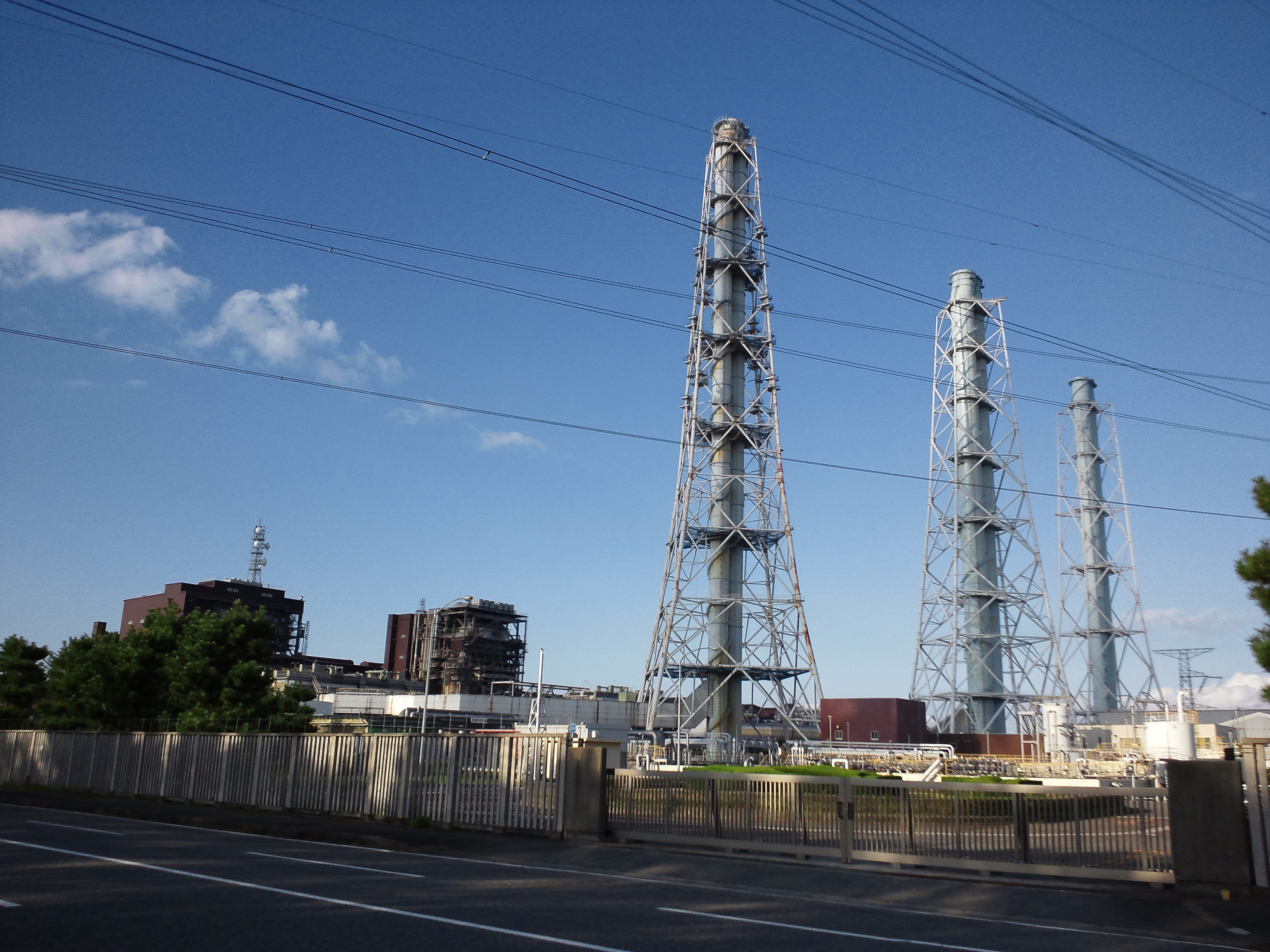
La centrale termoelettrica a ciclo combinato di Higashi-Niigata in Giappone

Nelle centrali termoelettriche a vapore, il combustibile (olio combustibile, carbone, gas naturale, biogas, idrogeno, biomassa o combustibile derivato da rifiuti) viene bruciato in una caldaia nella quale circola acqua ad alta pressione (purificata e filtrata per non danneggiare gli impianti). Il calore trasforma l'acqua in vapore che raggiunge temperature elevate. Il vapore viene quindi convogliato verso le turbine a vapore nelle quali il vapore si espande convertendo il proprio contenuto entalpico in energia meccanica. Collegati all'albero in rotazione di tali turbine vi sono gli alternatori i quali convertono l'energia meccanica di rotazione in energia elettrica. 
Nelle centrali termoelettriche turbogas, il combustibile (gas naturale, biogas, idrogeno o olio combustibile) viene bruciato invece in aria in una camera di combustione e sono quindi i gas prodotti dalla combustione che vengono convogliati alle turbine a gas. Queste, come nel caso precedente, trascinano gli alternatori che convertono l'energia meccanica di rotazione in energia elettrica. 
Nelle centrali termoelettriche a ciclo combinato, che accoppiano le due precedenti tipologie, sono presenti gruppi di generazione turbogas e gruppi di generazione a vapore. I gas di scarico uscenti dalle turbine a gas sono ancora estremamente caldi: questi vengono a loro volta utilizzati per evaporare acqua tramite scambiatori di calore ed il vapore così ottenuto è convogliato nelle turbine a vapore. Si ottiene quindi energia elettrica prodotta da entrambi i gruppi di turbine. Questo genere di centrali termoelettriche ha un rendimento elettrico maggiore delle precedenti poiché si riesce a convertire in maniera migliore il contenuto energetico del combustibile.

### Vantaggi
Generalmente le centrali termoelettriche erogano grandi potenze, dell'ordine delle centinaia o migliaia di MW e costituiscono la spina dorsale del sistema di produzione dell'energia elettrica, perché raggiungono il massimo rendimento in regime di produzione costante; di solito, quindi, vengono tenute in funzione per lunghi periodi di tempo, costituendo la base della generazione nazionale. Anche se alcuni impianti termoelettrici sono in grado di utilizzare diversi tipi di combustibile, questo si ottiene a spese del rendimento termodinamico e quindi dei costi operativi: per questo, in generale, si costruiscono centrali termoelettriche in grado di bruciare con la massima efficienza un particolare combustibile, e si riadattano gli impianti in caso diventi necessario bruciare un combustibile diverso.
Inoltre essendo il loro regime di funzionamento dipendente di variabili facilmente controllabili come la portata di combustibile, esse esercitano un ruolo implicito di regolazione della frequenza di rete, che impianti rinnovabili non possono fornire a causa della variabilità dei fenomeni che le regolano (irraggiamento solare, vento, precipitazioni). La regolazione della frequenza risulta fondamentale per scongiurare blackout.

### Svantaggi
I residui della combustione dei combustibili generano una quantità elevata di prodotti inquinanti come i fumi, il particolato fine, gli ossidi di zolfo e azoto e gli idrocarburi aromatici, che possono essere dispersi nell'ambiente. I progressi tecnologici degli ultimi anni hanno fatto sì che molte misure per l'abbattimento di tali prodotti fossero attivate nelle centrali (pretrattamento del combustibile, abbattimento delle polveri, desolforatori, etc.) riducendo queste emissioni. Nei paesi meno sviluppati questo tipo di impianti sono spesso molto dannosi, poiché a causa del loro alto costo di costruzione, le strutture di depurazione dei fumi non vengono costruite e ciò le rende delle pericolose fonti di inquinamento.

## Centrali idroelettriche

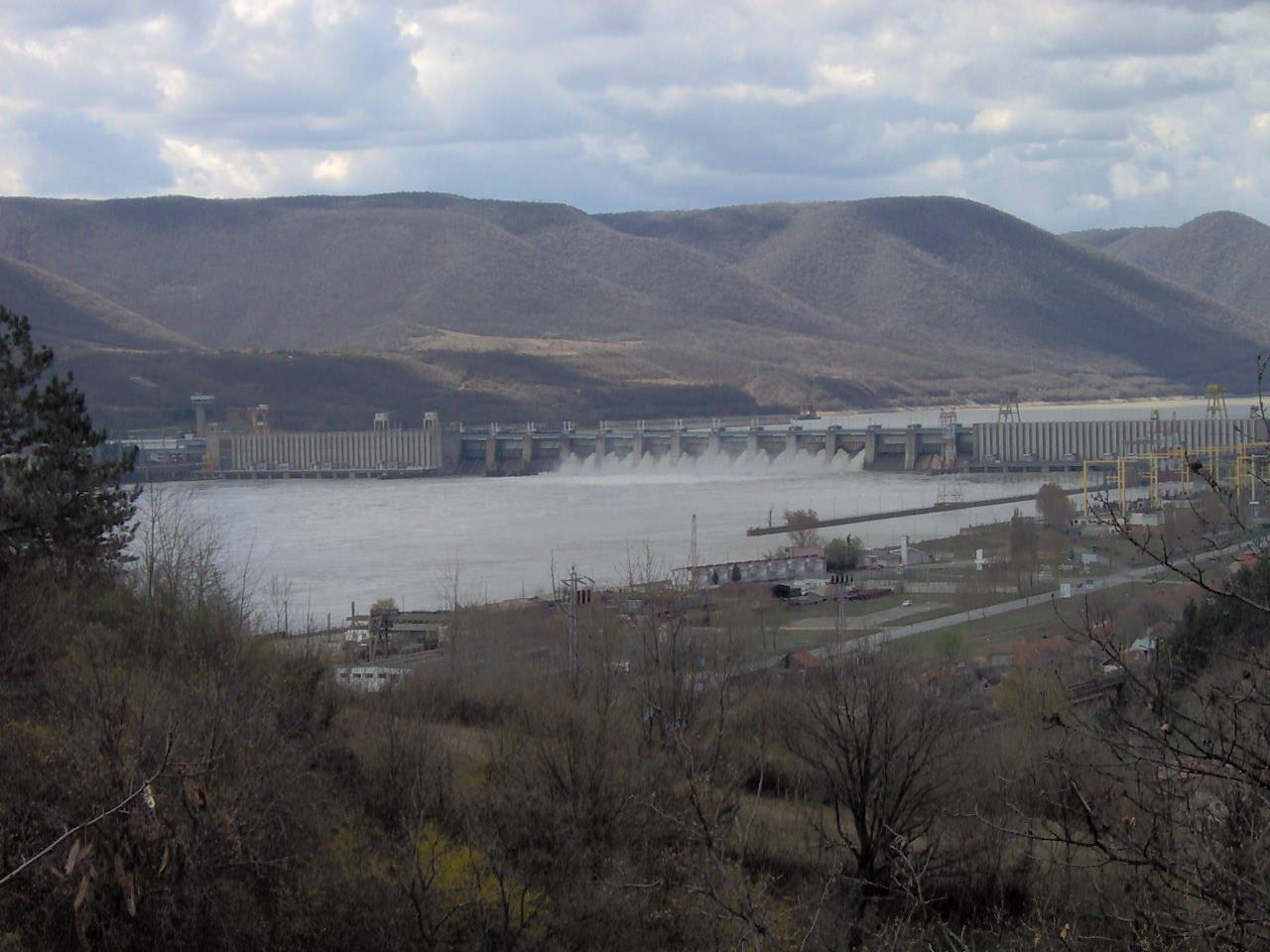
La centrale idroelettrica delle Porte di ferro tra Romania e Serbia sul fiume Danubio

Le centrali idroelettriche, insieme alle centrali termoelettriche sono state le prime tipologie di centrali messe in uso. Il principio di funzionamento di queste si basa sull'utilizzo dell'energia cinetica dell'acqua, al fine di produrre corrente elettrica.
Le centrali idroelettriche si suddividono in due tipologie:
- ad acqua fluente;
- a caduta (o bacino);

Le prime sfruttano l'energia cinetica delle acque fluviali, convogliate tramite canali di derivazione in particolari turbine idrauliche messe in rotazione dal flusso dell'acqua. Collegate all'albero rotante delle turbine vi sono gli alternatori che trasformano l'energia meccanica di rotazione in energia elettrica. Le centrali idroelettriche ad acqua fluente non hanno un bacino di accumulo e pertanto la loro generazione elettrica è soggetta alle variazioni di portata del corso d'acqua su cui insistono.
Le seconde invece possiedono un bacino di accumulo (un invaso, naturale o artificiale creato tramite dighe) e sfruttano l'energia potenziale di notevoli masse d'acqua poste ad altezza maggiore rispetto a quella di scarico. L'energia potenziale dell'acqua viene trasformata in energia cinetica facendo confluire l'acqua in condotte forzate. L'acqua viene poi fatta confluire come nel caso precedente in turbine collegate ad alternatori producendo così energia elettrica. La presenza del bacino di accumulo permette un regime di funzionamento più regolare rispetto alle centrali ad acqua fluente.
L'impatto ambientale delle centrali idroelettriche è minore di quello delle centrali termoelettriche, per via dell'assenza di fumi, e riguarda soprattutto il diverso regime delle acque da esse sfruttate: l'estrazione di energia cinetica rallenta il corso d'acqua, aumentando la velocità di sedimentazione; nel caso di centrali a caduta è necessario mettere in conto le opere idrauliche necessarie (dighe e condotte). La parte maggiore dell'impatto ambientale si verifica durante la costruzione, a causa degli sbancamenti e delle grandi opere necessarie per realizzare gli invasi ed il sistema di condotte forzate. Le centrali idroelettriche possono avere potenze che vanno da alcuni MW (centrali fluviali) alle decine o centinaia di MW per le grandi centrali a caduta.

### Vantaggi
Il principale vantaggio delle centrali idroelettriche è che, una volta costruite, offrono energia a costi molto competitivi e non richiedono combustibili o materie prime; sono una fonte di energia totalmente rinnovabile e di fatto illimitata. Inoltre, con una manovra chiamata pompaggio (che consiste nel ripompare l'acqua dai bacini inferiori negli invasi durante le ore notturne, quando la richiesta di energia è minore) si può accumulare energia prodotta dalle altre centrali della rete, per restituirla di giorno nelle ore in cui la domanda di energia raggiunge il massimo. Un ulteriore vantaggio è legato al fatto che la variazione della produzione di energia può avvenire in maniera molto più rapida rispetto ad una centrale termoelettrica o nucleare, variando la quantità di acqua che viene convogliata alla turbina.
Il loro impiego è, infatti, generalmente massimo durante le ore di maggiore consumo energetico.

### Svantaggi
Soprattutto le centrali a caduta, che richiedono un intervento edilizio di enormi proporzioni per la realizzazione di laghi artificiali per fungere da invasi, hanno un impatto ambientale di grandi proporzioni, sia nella fase costruttiva delle opere, sia a posteriori nell'impatto visivo ed estetico. Inoltre, il fatto di alterare la portata e la distribuzione delle acque fluviali porta ad un cambiamento del microclima locale, per la maggiore umidità ed evaporazione portata dal lago che funge anche da serbatoio di calore, livellando le temperature fra giorno e notte. Questo porta in genere a variazioni nella flora e fauna locale; nel caso di bacini montani, si può avere un impatto anche su eventuali ghiacciai nelle vicinanze. Altro svantaggio è dovuto alla naturale sedimentazione, che tende a riempire lentamente l'invaso, e richiede dragaggi periodici: il terriccio di risulta può essere usato a fini edilizi, per riporti e terrapieni.

## Centrali nucleari

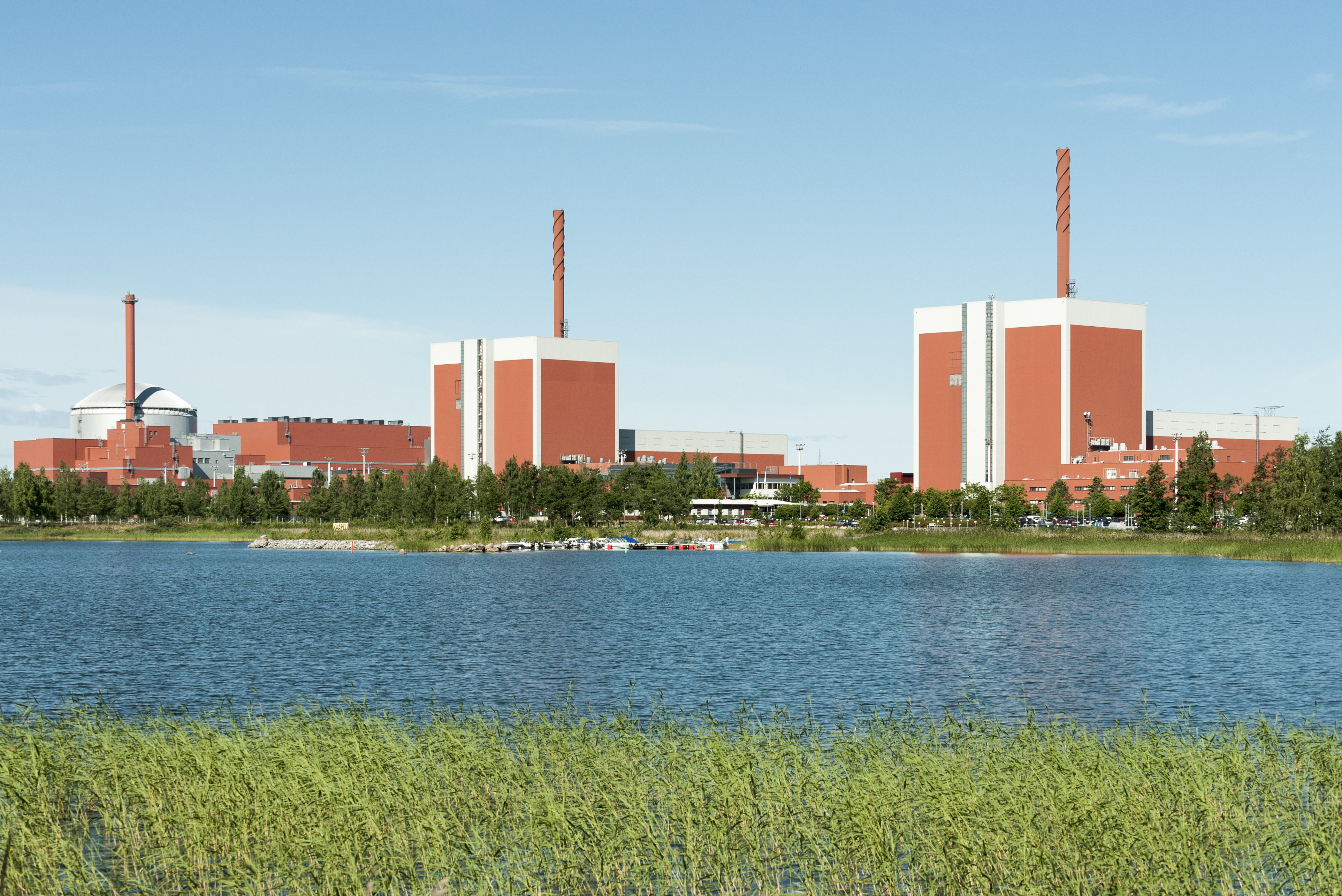
La centrale nucleare di Olkiluoto a Eurajoki in Finlandia

Il funzionamento delle centrali nucleari a fissione è analogo a quello delle centrali termoelettriche a vapore. La sola differenza sta nel tipo di combustibile e di processo tecnologico che viene utilizzato per fornire calore all'acqua in caldaia in modo da produrre il vapore da inviare alla turbina. Invece dell'impiego di combustibili fossili, nelle centrali nucleari il calore viene ottenuto da un processo controllato di fissione nucleare a catena all'interno del reattore nucleare a fissione.

### Vantaggi
Questa tipologia di centrali produce un'elevatissima potenza per metro quadrato occupato dall'impianto e con un costo del kWh prodotto, se si esclude il costo di smaltimento scorie, più o meno uguale a quello delle centrali a carbone, rappresentando quindi una valida soluzione alla dipendenza dai combustibili fossili.
Non hanno inoltre alcuna emissione di anidride carbonica diretta in quanto in esse non avviene nessun fenomeno di combustione chimica anche se, nel suo complesso, la filiera di produzione dell'uranio e di smaltimento delle scorie determina una produzione di CO2 non del tutto trascurabile.

### Svantaggi
Le rigide norme di sicurezza rendono la costruzione di queste centrali costosa e lenta, anche per la variabilità nel tempo delle stesse norme.
Una rottura dei sistemi di contenimento e di refrigerazione della centrale, potrebbe portare alla dispersione nell'ambiente di materiale radioattivo: tale rischio, praticamente assente per le centrali più recenti, è ancora in minima parte presente per le centrali più vecchie tuttora operative nel mondo.
Lo smaltimento delle scorie radioattive e lo smantellamento della centrale stessa al termine del suo ciclo vitale (circa 40-60 anni) è un problema che non ha ancora trovato una soluzione univoca: la Finlandia e la Svezia, ad esempio, hanno individuato siti sicuri per lo smaltimento delle scorie nei rispettivi territori, grazie alla presenza di zone geologicamente stabili mentre altre nazioni seguono per ora strade diverse (come il riprocessamento del combustibile nucleare esausto e il suo successivo riutilizzo sotto forma di MOX).

## Centrali geotermoelettriche

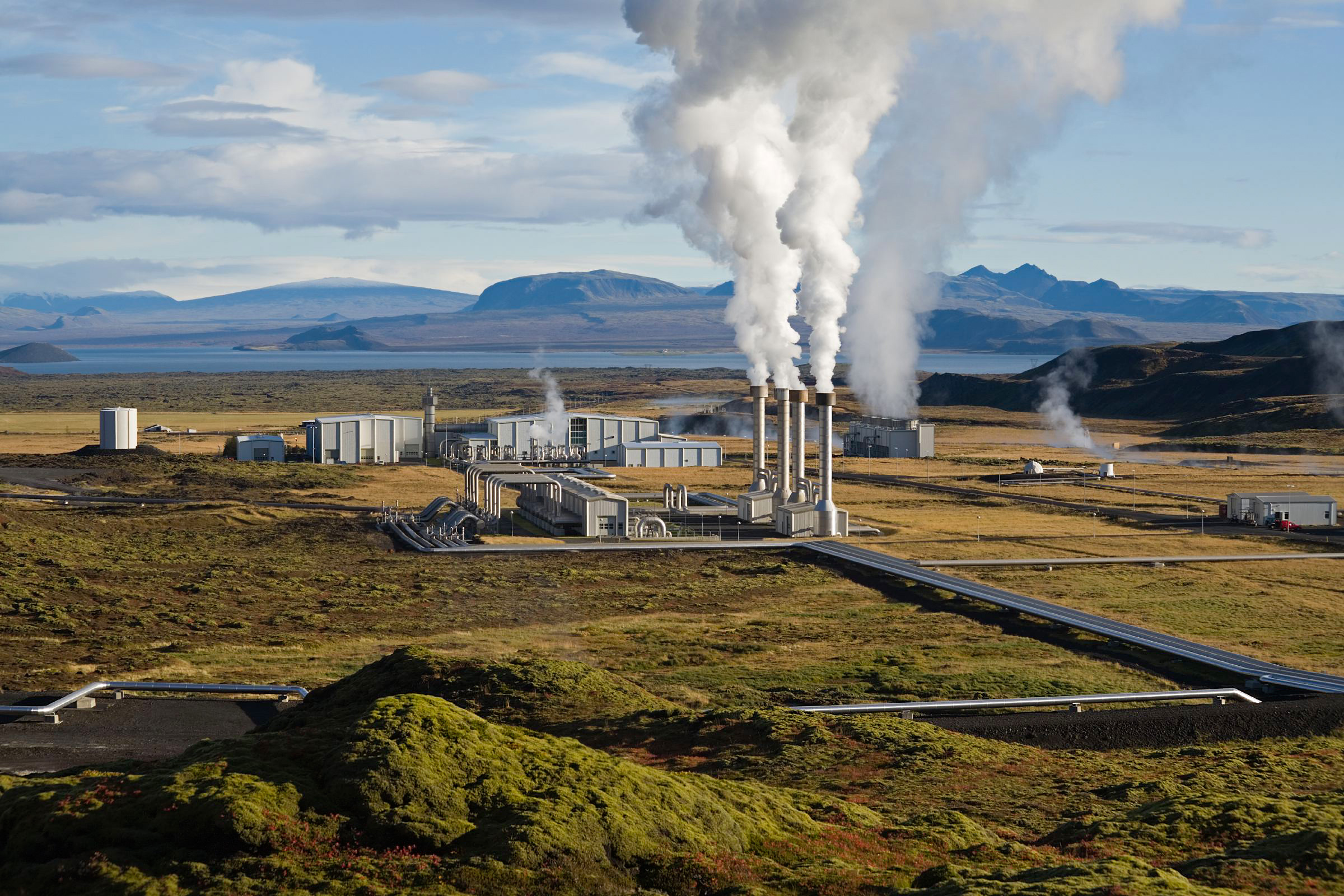
La centrale geotermoelettrica di Nesjavellir in Islanda

Il funzionamento delle centrali geotermoelettriche è anch'esso analogo a quello delle centrali termoelettriche a vapore, con la differenza che il vapore non è prodotto da caldaie ma proviene direttamente dai vapori geotermici contenuti nel sottosuolo (energia geotermica). Non esiste dunque, in questo tipo di centrali, alcun processo di combustione.

### Vantaggi
Una volta costruite le tali centrali sono estremamente pulite in quanto sfruttano un riscaldamento termico del tutto naturale e non hanno, quindi, scorie o residui atmosferici (a parte gli stessi gas provenienti dal sottosuolo). Non è richiesto alcun combustibile per la generazione di energia elettrica tra tutte le centrali

### Svantaggi
Tali centrali hanno elevati costi di manutenzione dovuti alla composizione delle acque provenienti dal sottosuolo, che sono ricche di sali disciolti e creano depositi ed incrostazioni. Spesso si trovano giacimenti geotermici anche molto grandi, ma a temperatura troppo bassa e non utilizzabile con le tecniche attuali; un possibile sfruttamento di questi giacimenti è per il teleriscaldamento domestico.
La costruzione delle centrali geotermoelettriche è possibile solamente in appositi siti con presenza di attività geotermica con caratteristiche idonee che sono in genere rari.
Esistono poi controversie relative al pericolo di eruzioni geotermali, riduzioni del livello della falda acquifera e suo inquinamento ma soprattutto all'inquinamento atmosferico da parte di gas (anidride solforosa) e metalli pesanti (arsenico) legate alla presenza di centrali geotermiche.

## Centrali eoliche

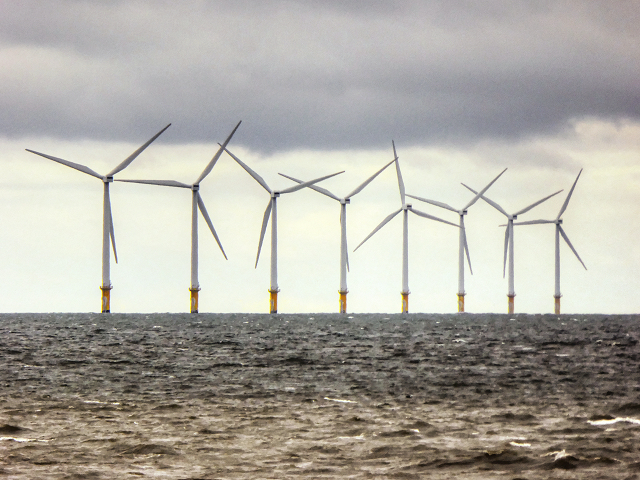
Il parco eolico offshore di Burbo Bank nel Regno Unito

Le centrali eoliche sfruttano la velocità del vento per la produzione di energia elettrica. Il modulo base di una centrale eolica è la turbina eolica. Questa apparecchiatura è composta da un'elica (composta da un numero variabile di pale, generalmente tre) collegata ad un albero alla quale è calettato il generatore di corrente.
La turbina ed il generatore sono normalmente posti ad altezze elevate in modo da essere attraversati dai venti, che mettendo in rotazione la turbina azionano il generatore che produce così energia elettrica.
La turbina eolica può essere di varie dimensioni ed essere utilizzati sia per un uso domestico rurale sia in centrali normalmente composte di numerosi generatori. Le potenze di tali generatori variano dalle centinaia di W ad alcuni MW.

### Vantaggi
Come per le centrali solari quelle eoliche non producono residui e scorie e non necessitano di combustibile.
Il vento è un elemento naturale, quindi l'unica spesa è l'installazione e la manutenzione. A terra l'impronta sul suolo è ridotta, quindi è possibile continuare le precedenti attività su terreno nei quali le turbine sono collocate (es. pastorizia, agricoltura). Le centrali eoliche possono essere anche collocate in mare (offshore) dove anche i venti spirano con maggiore intensità e la producibilità energetica è maggiore.

### Svantaggi
Le centrali eoliche, per produrre quantità di energia apprezzabili, devono essere costituite da un numero consistente di turbine, che devono essere distanziate per evitare interferenze aerodinamiche. Inoltre, il fattore di carico è ridotto rispetto ad altri tipi di centrale a causa della discontinuità del vento e, dunque, a parità di potenza nominale installata, una centrale eolica produce meno di una centrale nucleare o di una centrale a gas.
Le centrali eoliche devono essere installate in siti dove il regime dei venti è sostenuto, e sono degli impianti moderatamente rumorosi. Hanno inoltre una certa pericolosità per gli uccelli, che possono collidere con le pale delle turbine. In alcune località, è necessario rispettare i vincoli carattere paesaggistico riguardo alla presenza delle torri.

## Centrali solari

### Centrali solari a concentrazione

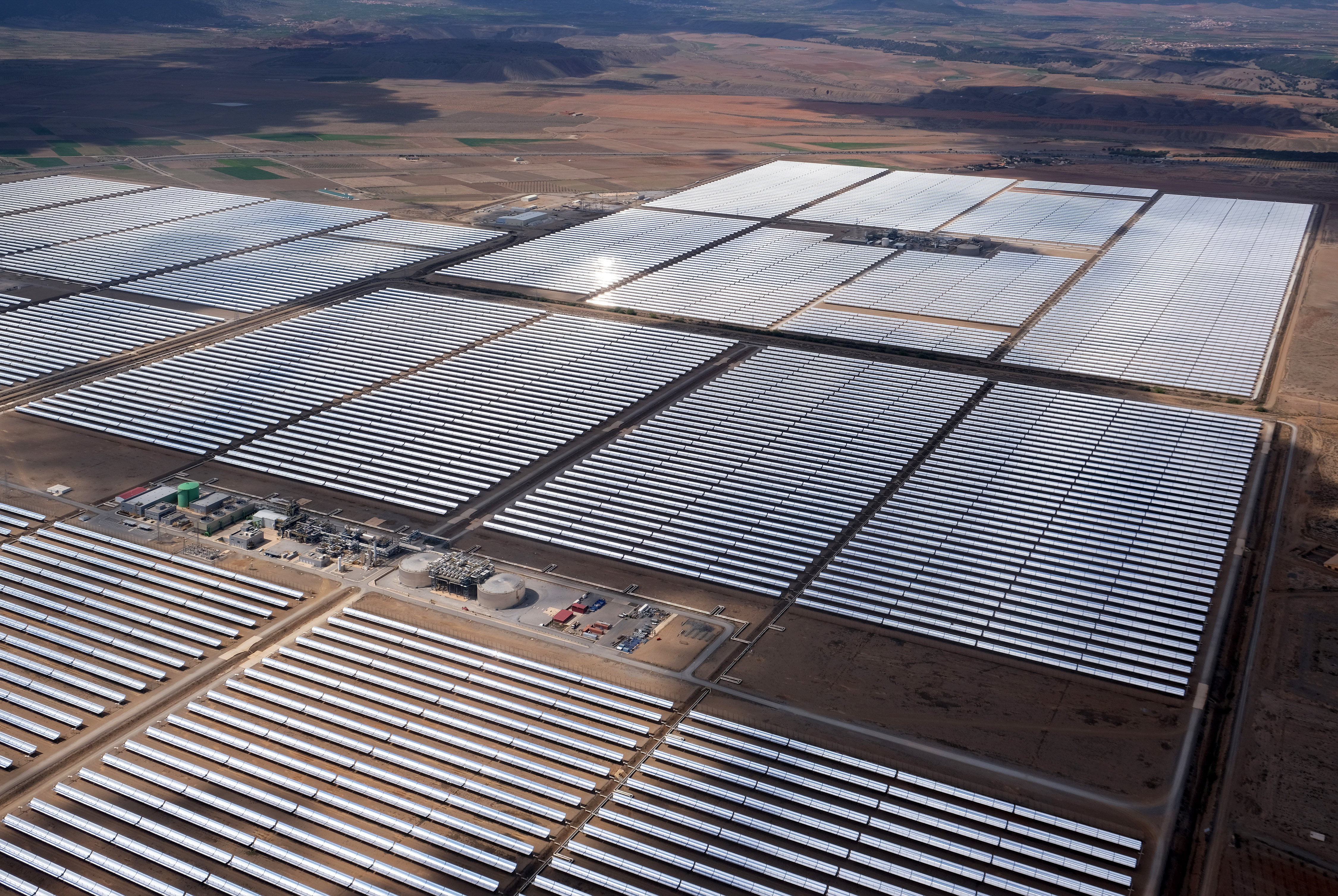
La centrale a concentrazione solare Andasol a Guadix in Spagna

Le centrali solari a concentrazione, utilizzano come principio di base quello delle centrali termiche classiche, la differenza sta nel metodo in cui viene prodotto il vapore.
Normalmente la centrale è formata da una superficie nella quale sono posti una moltitudine di specchi che concentrano i raggi solari in unico punto centrale dove è ubicato un ricevitore che contiene il fluido termovettore. Questo, colpita da tutti i raggi deviati dagli specchi, si scalda fino a raggiungere temperature sufficientemente elevate per produrre vapore d'acqua tramite scambiatori di calore che poi viene convogliato alle turbine per la produzione di energia elettrica. Altre configurazioni, con lo stesso principio di funzionamento, sono possibili ad esempio l'uso di cilindri parabolici che concentrano la luce solare nel fuoco della sezione parabolica, ove passa un tubo contenente il fluido termovettore che viene convogliato agli scambiatori di calore.

#### Vantaggi
Le centrali solari a concentrazione non producono emissioni inquinanti o residui, non necessitano combustibili e non producono scorie. Esclusi i costi di costruzione e manutenzione, si produce energia senza bisogno di materie prime, in quanto la luce solare è un elemento naturale. Gli impianti più moderni, prevedono di stoccare il fluido ad alta temperatura in appositi serbatoi isolati termicamente, che permettono di far funzionare le turbine non solo durante la notte ma con una autonomia di alcuni giorni in caso di cattivo tempo. Alcuni impianti di questo tipo hanno la possibilità di essere alimentati a gas, nel caso le condizioni sfavorevoli perdurino.

#### Svantaggi
Questo tipo di centrali richiedono una superficie di esposizione solare di dimensioni elevate, che aumenta in funzione della potenza che si vuole produrre. Ovviamente, queste producono solo se sottoposte a buon irraggiamento solare. I costi per la messa in esercizio delle centrali solari a concentrazione sono elevati, anche a ragione della necessità di sovradimensionare le strutture produttive in modo per compensare il basso fattore di carico dovuto alla discontinuità dell'irraggiamento.

### Centrali elettriche fotovoltaiche

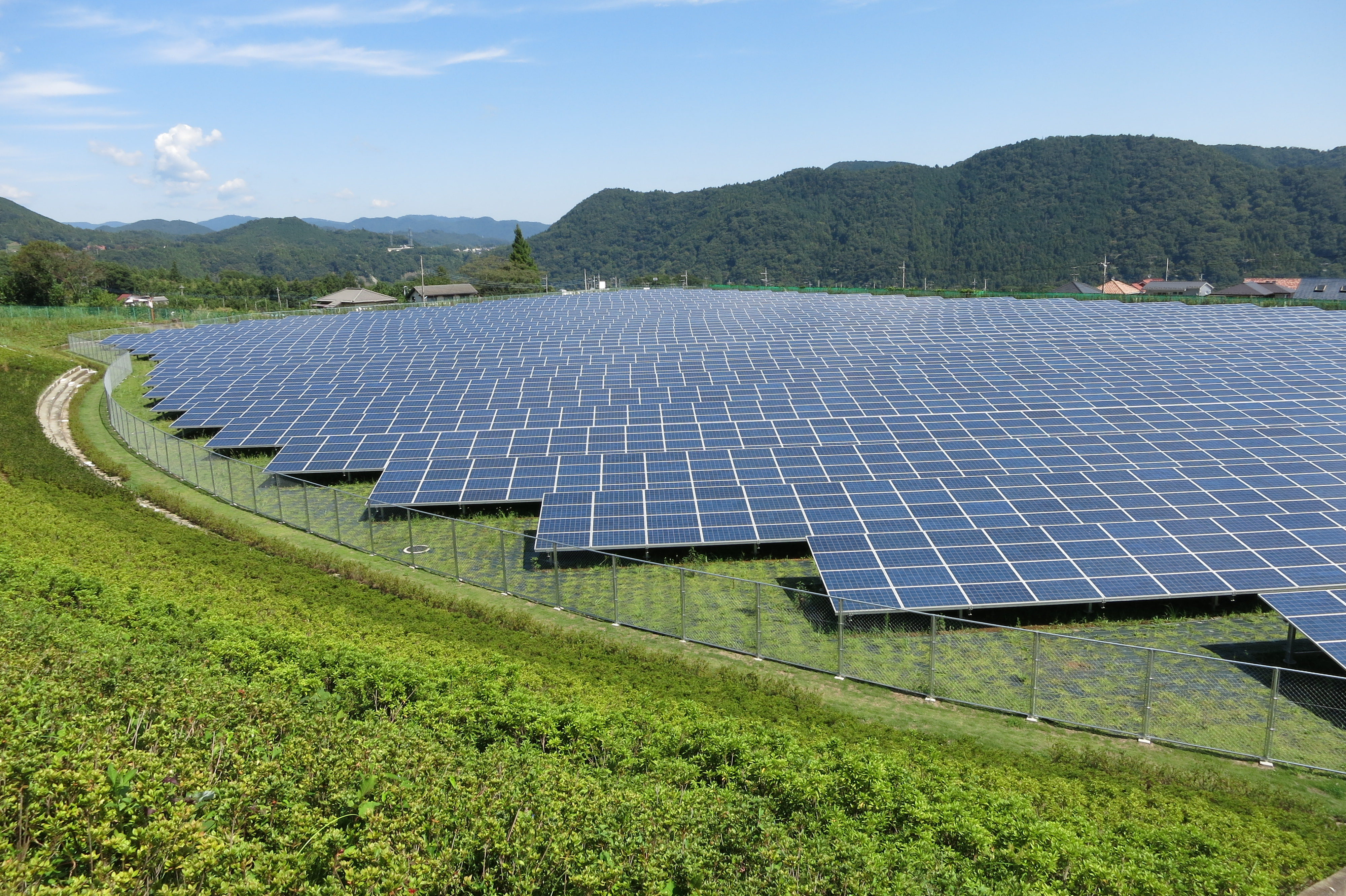
La centrale elettrica fotovoltaica di Aikawa in Giappone

Le centrali elettriche fotovoltaiche convertono la radiazione solare direttamente in energia elettrica sfruttando l'effetto fotovoltaico. Le centrali fotovoltaiche producono corrente continua che viene poi convertita in corrente alternata da gruppi di inverter.

#### Vantaggi
Questo tipo di centrali richiede una bassa manutenzione dato che non sono dotate di complessi impianti ma solamente dai pannelli fotovoltaici che vanno periodicamente puliti. Rappresenta, inoltre, una fonte di energia rinnovabile e non produce alcun tipo di emissione o impatto ambientale, esclusi quelli necessari alla realizzazione dell'impianto stesso di produzione.

#### Svantaggi
Il principale svantaggio del solare fotovoltaico è dovuto alla non prevedibilità della quantità di energia disponibile per l'immissione in rete.

## Centrali marine

### Centrali mareomotrici

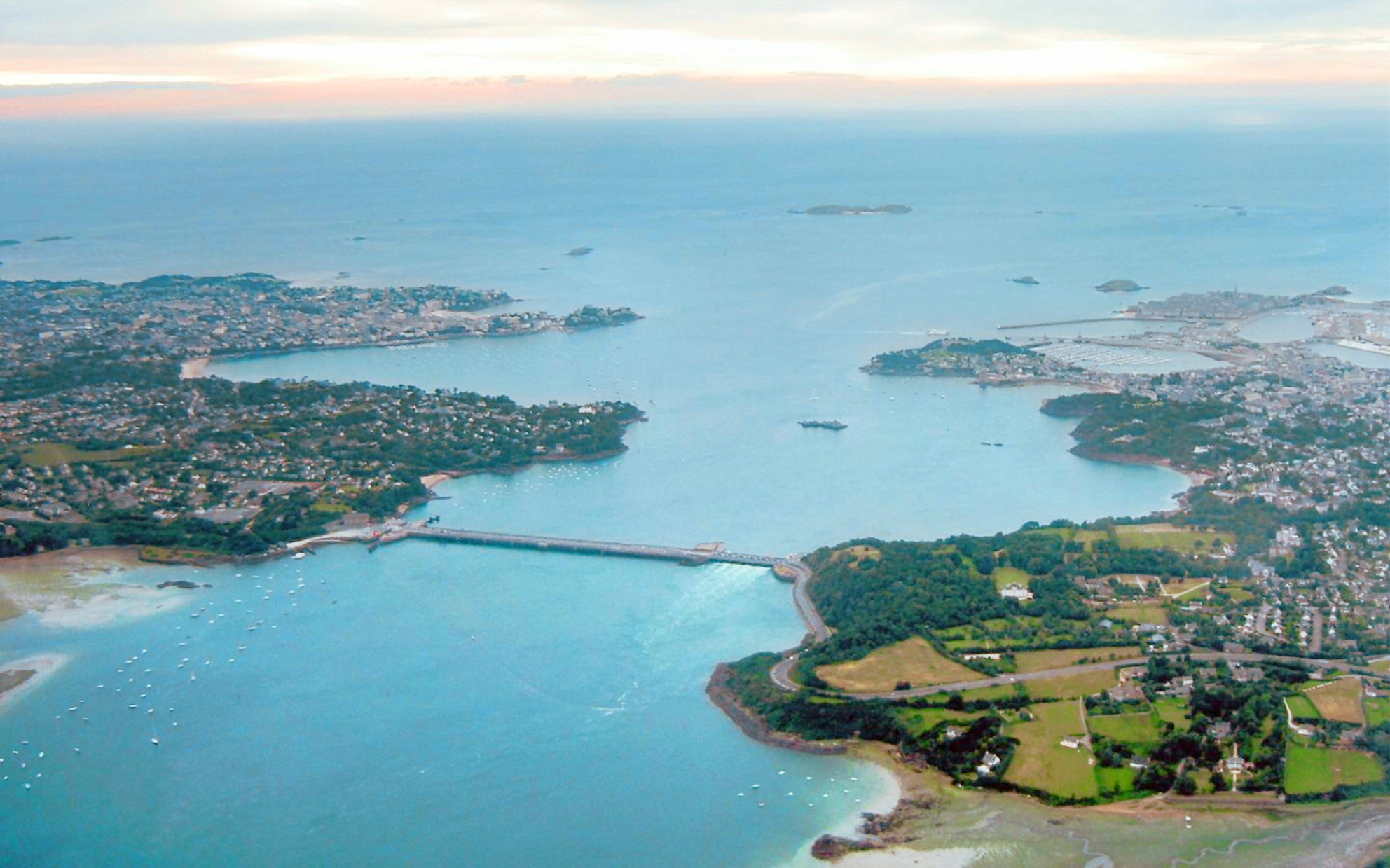
La centrale mareomotrice del Rance, Francia

Le centrali marine sfruttano il movimento dell'acqua del mare dovuto alle maree ed alle correnti marine da queste generate moto ondoso. 
Nelle centrali mareomotrici, il dislivello creato dal ciclo della marea può essere utilizzato per la produzione di energia elettrica. Queste centrali accumulano l'acqua in un bacino delimitato durante l'alta marea e poi la rilasciano durante la bassa marea attraverso turbine idrauliche che, accoppiate ad alternatori, producono energia elettrica. In alcune zone della Terra il dislivello tra alta e bassa marea può essere anche di 20 metri e può, quindi, rendere conveniente l'installazione di questi impianti.
Alternativamente, possono essere sfruttate le correnti periodiche e prevedibili di marea che vengono generate in particolari condizioni geografiche (come ad esempio negli stretti). In questo caso, turbine idrauliche accoppiate ad alternatori sono immerse nella corrente fluida e generano elettricità in modo simile a quanto avviene in una centrale eolica.

#### Vantaggi
Sono impianti molto simili alle centrali idroelettriche e quindi la tecnologia è già disponibile e collaudata. La produzione di energia elettrica è prevedibile, poiché deriva dal ciclo delle maree che è periodico e calcolabile.

#### Svantaggi
Solo poche zone sono adatte per l'installazione di questi impianti e, comunque, la potenza generata è modesta rispetto alla superficie occupata dall'impianto.

### Centrali a moto ondoso
Le centrali a moto ondoso sfruttano il movimento dell'acqua del mare dovuto al moto ondoso, convertendo il moto periodico generato dalle onde in energia elettrica tramite l'impiego di turbine e alternatori o convertitori elettromeccanici. Molte tipologie diverse di configurazioni sono state sviluppate per la conversione del moto ondoso in energia elettrica, tra cui i dispositivi a colonna d'acqua oscillante.

#### Vantaggi
Il moto ondoso ha un'alta densità di potenza: appena sotto la superficie dell'acqua dell'oceano il flusso di energia delle onde, in media temporale, è in genere cinque volte più inteso del flusso di energia eolica a 20 m sopra la superficie del mare e da 10 a 30 volte più denso del flusso di energia solare.

#### Svantaggi
La generazione di energia elettrica è per natura intermittente data la dipendenza del moto ondoso da fattori climatici, ambientali e meteorologici.
L'attuale tecnologia di generazione di energia del moto ondoso è soggetta a limitazioni tecniche derivanti dalla natura complessa e dinamica delle onde, che richiedono una tecnologia robusta ed efficiente per catturare l'energia. Le sfide includono la progettazione e la costruzione di dispositivi per l'energia del moto ondoso in grado di resistere agli effetti corrosivi dell'acqua salata e alle condizioni meteorologiche avverse. Lo sviluppo di sistemi di ormeggio efficaci per mantenere i dispositivi in posizione nel difficile ambiente oceanico e lo sviluppo di meccanismi di generazione elettrica affidabili ed efficienti per convertire l'energia del moto ondoso catturata in elettricità rimangono tematiche critiche per lo sviluppo di questa tipologia di centrali.

## Sviluppi futuri
Sicuramente la produzione di energia elettrica per la sua importanza è oggetto di studi e sforzi in molti ambiti. Si elencano di seguito le tecnologie in via di sviluppo. 

### Centrali a fusione nucleare
Sono in via di sviluppo centrali elettriche che produrranno energia elettrica a partire dalla fusione termonucleare di isotopi di idrogeno (deuterio e trizio) in elio. Diversi tipi di reattore nucleare a fusione sono ancora in fase di studio, ma la tecnologia attualmente più sviluppata è legata alla fusione a confinamento magnetico tramite l'utilizzo di tokamak.
In questo ambito, la maggiore iniziativa è il progetto ITER in corso di realizzazione in Francia, ad opera di un consorzio internazionale composto da Unione europea, Russia, Cina, Giappone, Stati Uniti d'America, India e Corea del Sud.
Il progetto ITER prevede la generazione di plasma stabile che fornisca più energia di quanta ne richiede per la sua generazione. Questo progetto non è in grado di produrre energia elettrica: questo sarà lo scopo del successivo progetto DEMO. Il progetto DEMO mira a convertire l'energia disponibile dalla fusione nucleare in energia elettrica e solo dopo il completamento di questi progetti si potranno costruire centrali elettriche a fusione nucleare. Le prime centrali operative sono previste per il 2050.

#### Vantaggi
Le centrali a fusione nucleare produrrebbero, come tipologia principale di scoria, elio che è un gas inerte e non radioattivo; inoltre non impiegherebbero combustibili fossili e di conseguenza non rilascerebbero in atmosfera gas serra. Inoltre, dovrebbero essere in grado di ottenere grandissime quantità di energia elettrica, come le centrali a fissione odierne.

#### Svantaggi
La fusione richiede temperature di lavoro elevatissime, tanto elevate da non poter essere contenuta in nessun materiale esistente. Il plasma di fusione viene, quindi, contenuto grazie all'ausilio di campi magnetici molto potenti (confinamento magnetico) o tramite laser (confinamento inerziale), e le alte temperature vengono raggiunte con l'utilizzo di potenti laser o altri sistemi di riscaldamento. Il tutto rende il processo difficile, tecnologicamente dispendioso e complesso.
Altro problema è il materiale di ingresso in quanto, a differenza del deuterio, il trizio non è un materiale facilmente reperibile in natura e radioattivo a vita breve.

### Celle a combustibile
Una centrale basata su celle a combustibile potrebbe utilizzare idrogeno (o altri idrocarburi tipo metano ed etanolo), ed ossigeno per produrre energia elettrica e calore attraverso reazioni chimiche di ossidoriduzione.
L'idrogeno e l'ossigeno combinandosi nella cella a combustibile generano corrente elettrica, calore, acqua (o anche anidride carbonica se il combustibile in ingresso è un idrocarburo).

#### Vantaggi
Bassissimo impatto ambientale e maggiore efficienza teorica, non essendo più presente il limite di Carnot. Emissione di gas serra nulle nel caso il comustibile sia idrogeno, o facilità della separazione di CO2 nel caso di impiego di idrocarburi (la CO2 si accumula all'anodo della cella a combustibile).

#### Svantaggi
L'idrogeno non è prontamente disponibile in natura e deve essere prodotto a partire da elettrolisi dell'acqua oppure da idrocarburi (tramite steam reforming, cracking o gassificazione).